# Plougoulm
Plougoulm település Franciaországban, Finistère megyében. Lakosainak száma 1761 fő (2022. január 1.). Plougoulm Mespaul, Plouénan, Saint-Pol-de-Léon, Santec, Sibiril, Tréflaouénan és Trézilidé községekkel határos.

## Népesség
A település népességének változása:
| Lakosok száma | 2001 | 1788 | 1693 | 1751 | 1782 | 1772 | 1759 | 1761 | 1774 | 1761 |
|               | 1968 | 1982 | 1990 | 2006 | 2013 | 2015 | 2017 | 2019 | 2020 | 2022 |